# Norbert Wójtowicz
Norbert Wójtowicz [vujtovič] (* 1. prosince 1972 Płock) je polský historik a římskokatolický teolog.
Po dokončení střední školy začal studovat přírodní vědy nejprve na Papežské teologické fakultě (Papieski Fakultet Teologiczny) ve Vratislavi a posléze na Vratislavské univerzitě (Uniwersytet Wrocławski). V roce 2003 se stal doktorem filozofie („Stereotyp masona w polskiej myśli politycznej 1918–1939“). Absolvoval postgraduální studium na téma: Žurnalistika (1999), Řízení evropských fondů (2004), Oligophrenopedagogy (2006) a Resocializace (2009).
Po ukončení studia pracoval na Vratislavské univerzitě, Vysoké škole Pawła Włodkowica (Szkoła Wyższa im. Pawła Włodkowica) v Płocku a Papežské teologická fakultě ve Vratislavi. V 2006 působí v Komisi vyšetřování zločinů proti polskému národu Ústavu národní paměti (Instytut Pamięci Narodowej – Komisja Ścigania Zbrodni przeciwko Narodowi Polskiemu). Člen představenstva "Světová Rada pro Výzkum Polonia" (pl. Światowa Rada Badań nad Polonią).
Norbert Wójtowicz je znám jako historik svobodného zednářství a autor děl:
- Sztuka Królewska. Historia i myśl wolnomularstwa na przestrzeni dziejów (1997), Královské umění. Dějiny a myšlení svobodného zednářství v historii
- Wielki Architekt Wszechświata. Teologiczna krytyka masońskich wizji Boga (1999), Velký architekt vesmíru. Teologická kritika zednářských vizí Boha
- Kampania antymasońska 1938 (2005), Protizednářská kampaň 1938
- Rozmowy o masonerii (2005), Rozmluvy o svobodném zednářství
- Masoneria. Mały słownik (2006), Svobodné zednářství. Populární slovník

Laureát ceny Zlaté Pero „Polského svobodného zednáře” (Złote Pióro „Wolnomularza Polskiego”) v 2005 
Norbert Wójtowicz je členem orleánské obedience Vojenského a špitálního řádu sv. Lazara Jeruzalémského (Ordo Militaris et Hospitalis Sancti Lazari Hierosolymitani). Je nositelem francouzského vyznamenání Œuvre humanitaire a komandérem Missio Reconciliationis.